# Dżos (wyżyna)

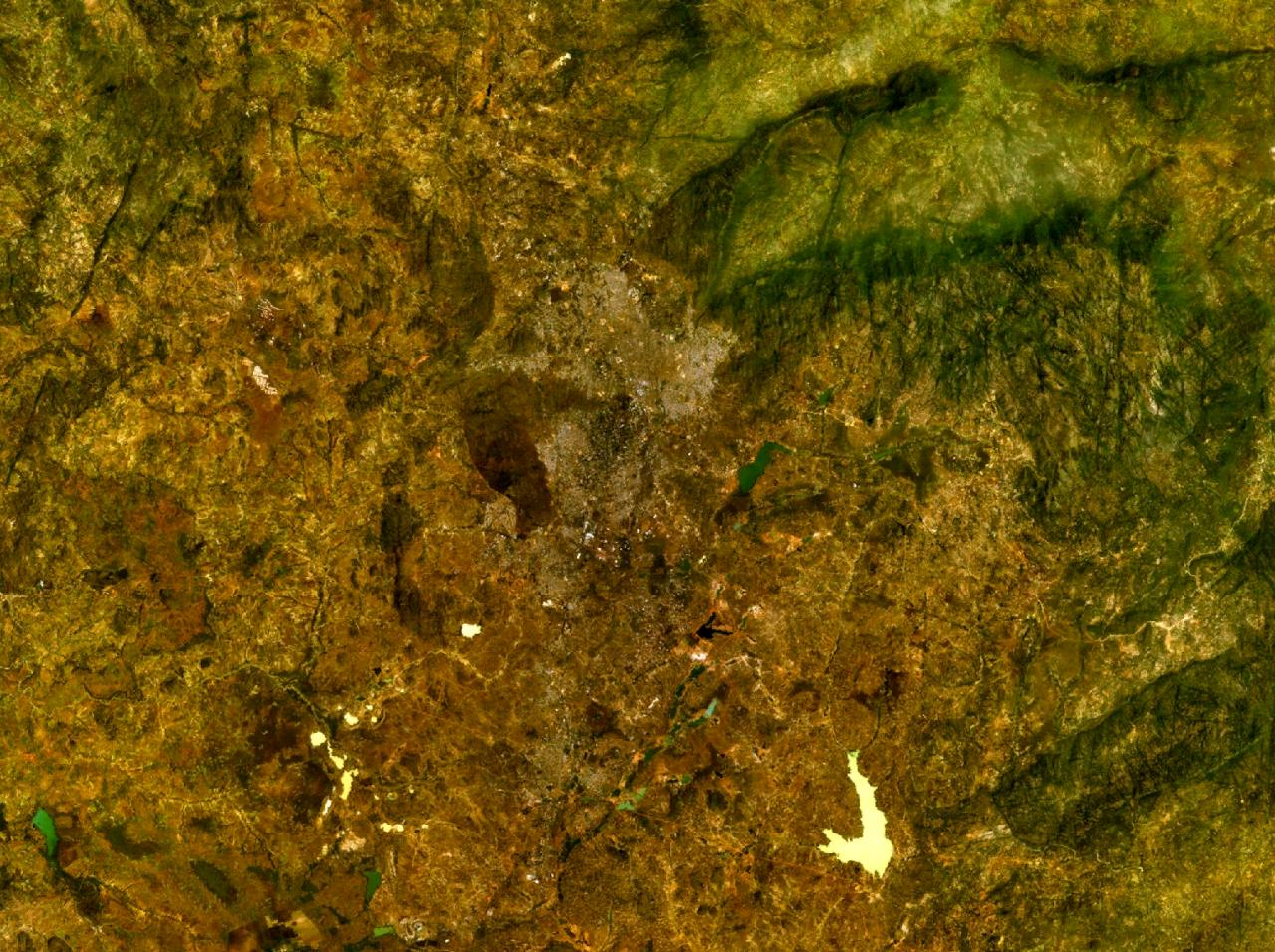
Wyżyna Dżos z satelity, fot. NASA 2007 r.

Dżos (ang. Jos Plateau) – wyżyna w północno-centralnej Nigerii. Jej średnia wysokość to 1200-1300 m, a najwyższy szczyt Shere Hill osiąga wysokość 1781 m n.p.m. Wyżyna zajmuje powierzchnię 7770 km². 
Dżos zbudowana jest ze skał granitowych. Krajobraz wyżyny tworzą góry wyspowe i stożki wygasłych wulkanów. Znajdują się tutaj liczne, eksploatowane złoża surowców mineralnych: rud cyny, kolumbitu, wolframu. Wydobycie cyny przyczyniło się do poważnych przekształceń krajobrazu wyżyny.
Wyżyna jest obszarem źródłowym kilku ważnych rzek regionu: dorzecza Nigru – Kaduna i Gongola oraz zlewiska jeziora Czad – Yobe i Hadejia.
Ważniejsze miasta na wyżynie Dżos to Jos i Bauchi. Od angielskiej nazwy wyżyny wzięła się nazwa nigeryjskiego stanu Plateau. Wyżyna Dżos była popularnym regionem turystycznym, ale ostatnie walki między chrześcijanami i muzułmanami spowodowały załamanie się turystyki na tym obszarze.